# Facultad de Agronomía (Universidad de Buenos Aires)
La Facultad de la Agronomía (FAUBA) es una de las trece que conforman la Universidad de Buenos Aires. Creada en 1909 como Facultad de Agronomía y Veterinaria, sobre la base del entonces recientemente formado Instituto Superior de Agronomía y Veterinaria, tomó su actual nombre en 1972. Se encuentra ubicada en la avenida San Martín 4453, en el barrio porteño de Agronomía que, justamente, toma su nombre por esta facultad. En ella se dictan cinco carreras de grado: Agronomía, Ciencias Ambientales, Economía y Administración Agraria, Gestión de Agroalimentos, y Planificación y Diseño del Paisaje. También se dictan cinco carreras de pregrado como Jardinería, Floricultura, Martillero y Corredor Público Rural, Producción Vegetal Orgánica, y Turismo Rural.
Hasta 1972, esta facultad y la de Veterinaria formaban una sola entidad.

## Historia
En los últimos años del siglo XIX existían unas pocas instituciones de enseñanza agraria en Argentina: la Escuela Superior de Santa Catalina (que luego dejaría su lugar a la Facultad de Agronomía y Veterinaria de la Universidad Nacional de La Plata, y más tarde, a la de la Universidad Nacional de Lomas de Zamora), la Escuela de Agricultura de Córdoba, la de Villa Casilda, en Santa Fe, y la Escuela de Vitivinicultura de Mendoza. Se contaban, además, 6 escuelas primarias de enseñanza agrícola.
Tal número de instituciones pronto fue insuficiente para dar una respuesta adecuada al gran desarrollo de la producción agrícola - ganadera y a las necesidades de la actividad rural: mayor productividad, mejores cultivos, mejores animales, expansión de la frontera agrícola a regiones marginales, etc. Por otro lado, parecía un contrasentido que la región más densamente poblada, la de la expansiva Buenos Aires, no tuviera ninguna escuela de enseñanza agronómica.
Fue así que en 1901, durante el segundo gobierno del presidente Julio A. Roca, se dispuso la creación de una Estación Agronómica con Granja Modelo y Escuela de Agricultura, en los terrenos de la "Chacarita de los colegiales" destinados al "Parque del Oeste".
Tuvieron que pasar tres años, sin embargo, para que el proyecto se concretara: recién el 19 de agosto de 1904, por decreto del Poder Ejecutivo Nacional, el Ministerio de Agricultura a cargo de Wenceslao Escalante creó el Instituto Superior de Agronomía y Veterinaria, una propuesta a todas luces más ambiciosa que la Estación Agronómica, y estableció las disposiciones reglamentarias para su funcionamiento.
El Instituto Superior
El Instituto Superior de Agronomía y Veterinaria debía integrar y presidir el plan de enseñanza agrícola en el país, dado que ya existían escuelas para este fin a nivel primario y secundario. Al menos, ese era el plan de Wenceslao Escalante, Ministro de Agricultura de gobierno de Roca y principal hacedor de la nueva institución.
El Instituto debía, según el decreto fundacional, "1º: Preparar veterinarios e ingenieros agrónomos que sepan positiva, teórica y prácticamente las ciencias y técnicas respectivas, en el grado mayor de intensidad alcanzado en los mejores establecimientos análogos (…). 2º: Constituir un centro científico que, manteniendo relaciones con las instituciones análogas, siga el progreso universal de las ciencias y las artes correspondientes. 3º: Contribuir directamente al progreso agrícola del país procurando resolver sus problemas, con el auxilio de las ciencias y la experimentación manteniendo para ello los gabinetes, los laboratorios y estaciones de ensayo que sean necesarios." El decreto preveía la conformación de un plantel docente de excelencia, con profesionales contratados en el exterior y con los mejores recursos humanos que tenía el país en la materia.
Se propone, además, premiar a los mejores alumnos con becas de estudios de posgrado en el exterior, con la posibilidad de ser ayudantes de laboratorio y, al cabo de dos años en esa tarea, optar por el título de Doctor en Ciencias Agrarias o Veterinarias. Por último, respecto de la dirección y gestión del establecimiento, el decreto dispone que quede a cargo de un Rector, con rango de Jefe de División en el Ministerio de Agricultura, y de un Consejo Directivo, cuya primera conformación contará con algunos de los más ilustres científicos de la época, como el gran paleontólogo Florentino Ameghino, el naturalista Angel Gallardo, Octavio Pico, José Lignières, Joaquín Zabala, y una serie de destacados profesionales extranjeros, como Marcelo Conti, Kurt Wolffhügel, Salvador Baldasarre y Gualterio Davis. En el cargo de Rector, se designará al químico Pedro Arata.
En 1972, la movilización de los estudiantes de veterinaria, con huelga de hambre, marchas y suspensiones de clases incluidas, logró la sanción de la ley 19908, del 23 de octubre de ese año, por la que la antigua Facultad de Agronomía y Veterinaria se dividió, separando las carreras y creando una facultad distinta para cada una: la de Agronomía y la de Ciencias Veterinarias.

## Carreras de grado y pregrado
- Agronomía
- Licenciatura en Ciencias Ambientales
- Licenciatura en Economía y Administración Agrarias (compartida con la Facultad de Cs. Económicas)
- Licenciatura en Planificación y Diseño del paisaje (compartida con la Facultad de Arquitectura, Diseño y Urbanismo)
- Jardinería (carrera corta)
- Floricultura (carrera corta)
- Tecnicatura en Producción Vegetal Orgánica (carrera corta)
- Martillero y Corredor Público Rural (carrera corta)
- Tecnicatura en Turismo Rural (carrera corta)
- Gestión de Agroalimentos

## Decanos[3]
| N.º | Periodo                                                                          | Nombre                           | Cargo                                                    |
| --- | -------------------------------------------------------------------------------- | -------------------------------- | -------------------------------------------------------- |
|     | 25/9/1904 al 17/7/1909                                                           | Dr. Pedro N. Arata               | Rector del Instituto Superior de Veterinaria y Agronomía |
| 1   | 17/7/1909 al 4/6/1911                                                            | Dr. Pedro N. Arata               | Decano                                                   |
| 2   | 3/8/1911 al 3/8/1917                                                             | Dr. Ricardo Schatz               | Decano                                                   |
| 3   | 3/8/1917 al 31/10/1921                                                           | Dr. Joaquín de Anchorena         | Decano                                                   |
| 4   | 29/10/1921 al 31/10/1924                                                         | Dr. Ramón J. Cárcano             | Decano                                                   |
| 5   | 31/10/1924 al 31/10/1927                                                         | Dr. Daniel Inchausti             | Decano                                                   |
| 6   | 31/10/1927 al 23/3/1931                                                          | Ing. Agr. F. Pedro Marotta       | Decano                                                   |
|     | 25/3/1931 al 20/5/1931                                                           | Ing. Agr. Joaquín J. Barneda     | Interventor                                              |
| 7   | 20/45/1931 al 22/4/1936                                                          | Dr. César Zanolli                | Decano                                                   |
| 8   | 27/4/1936 al 27/4/1940                                                           | Ing. Agr. F. Pedro Marotta       | Decano                                                   |
| 9   | 27/4/1940 al 6/11/1943                                                           | Dr. Ernesto Cánepa               | Decano                                                   |
|     | 8/11/1943 al 14/3/1944                                                           | Ing. Civil Ricardo Sylveira      | Interventor                                              |
|     | 17/3/1944 al 16/6/1944                                                           | Ing. Civil Aureliano R. Bosch    | Interventor                                              |
|     | 22/6/1944 al 21/2/1945                                                           | Dr. Raúl Wernicke                | Interventor                                              |
|     | 23/2/1945 al 12/3/1945                                                           | Dr. Leopoldo Giusti              | Delegado                                                 |
| 10  | 12/3/1945 al 3/5/1946                                                            | Ing. Agr. Carlos Lizer y Trelles | Decano                                                   |
|     | 31/5/1946 al 20/8/1947                                                           | Ing. Agr. Carlos E. Emery        | Interventor                                              |
|     | 20/8/1947 al 24/12/1947                                                          | Dr. José R. Serres               | Interventor                                              |
|     | 26/12/1947 al 4/3/1948                                                           | Arq. Julio V. Otaola             | Delegado                                                 |
|     | 5/3/1948 al 15/12/1948                                                           | Dr. José Ochoa                   | Interventor                                              |
| 11  | 16/12/1948 a 1951                                                                | Dr. José Ochoa                   | Decano                                                   |
|     | junio de 1952 a agosto de 1952                                                   | Dr. José N. Carmelich            | Interventor                                              |
| 12  | 1/9/1952 a septiembre de 1955                                                    | Ing. Agr. Juan J. Billard        | Decano                                                   |
|     | octubre de 1955 al 20/11/1957                                                    | Ing. Agr. Lucas V. Marengo       | Delegado interventor                                     |
| 13  | 21/11/1957 al 16/11/1958                                                         | Ing. Agr. Luis A. Foulon         | Decano                                                   |
| 14  | 17/11/1958 al 16/11/1962                                                         | Dr. Héctor R. Camberos           | Decano                                                   |
| 15  | 17/11/1962 a abril de 1963 (Fallece y lo sucede el vicedecano Dr. Antonio Pires) | Ing. Agr. Luis A. Foulon         | Decano                                                   |
| 16  | 24/4/1963 a 1966                                                                 | Dr. Antonio Pires                | Decano                                                   |
| 17  | 11/8/1966 al 19/8/1971                                                           | Dr. Gino A Tomé                  | Decano                                                   |
| 18  | 20/8/1971 al 31/5/1973                                                           | Ing. Agr. Juan Jacinto Burgos    | Decano                                                   |
|     | 31/5/1973 al 1/7/1974                                                            | Lic. Horacio E. Pericoli         | Delegado Interventor                                     |
|     | 20/8/1974 al 7/9/1974                                                            | Lic. Eduardo F. Bauer            | A cargo del despacho de la facultad                      |
| 19  | 1/10/1974 al 29/3/1976                                                           | Ing. Agr. Alberto Oscar Pérez    | Decano                                                   |
|     | 29/3/1976 a agosto de 1976                                                       | Cap. Frag. Bqco. H. Longoni      | Delegado Militar                                         |
|     | 11/8/1976 al 10/1/1984                                                           | Ing. Agr. Ichiro Mizuno          | Interventor                                              |
|     | 12/1/1984 a abril de 1985                                                        | Ing. Agr. Jorge H. Lemcoff       | Decano Normalizador                                      |
|     | 28/4/1985 al 26/6/1985                                                           | Dr. Luis Elías R. Dajud          | Encargado de Despacho                                    |
|     | 28/6/1985 al 27/12/1985                                                          | Ing. Agr. Carlos A. Mundt        | Decano Normalizador                                      |
| 20  | 28/12/1985 al 6/3/1994                                                           | Ing. Agr. Carlos A. Mundt        | Decano                                                   |
| 21  | 7/3/1994 al 6/3/1998                                                             | Ing. Agr. Guillermo Murphy       | Decano                                                   |
| 22  | 7/3/1998 al 15/3/2006                                                            | Ing. Agr. Fernando Vilella       | Decano                                                   |
| 23  | 16/3/2006 al 7/3/2010                                                            | Ing. Agr. Lorenzo Basso          | Decano                                                   |
| 24  | 8/3/2010 al 8/3/2018                                                             | Ing. Agr. Rodolfo Golluscio      | Decano                                                   |
| 25  | 9/3/2018 al 4/8/2022                                                             | Ing. Agr. Marcela Gally          | Decana                                                   |
| 26  | 5/8/2022 a la fecha                                                              | Ing. Agr. Adriana Rodríguez      | Decana                                                   |

## Galería

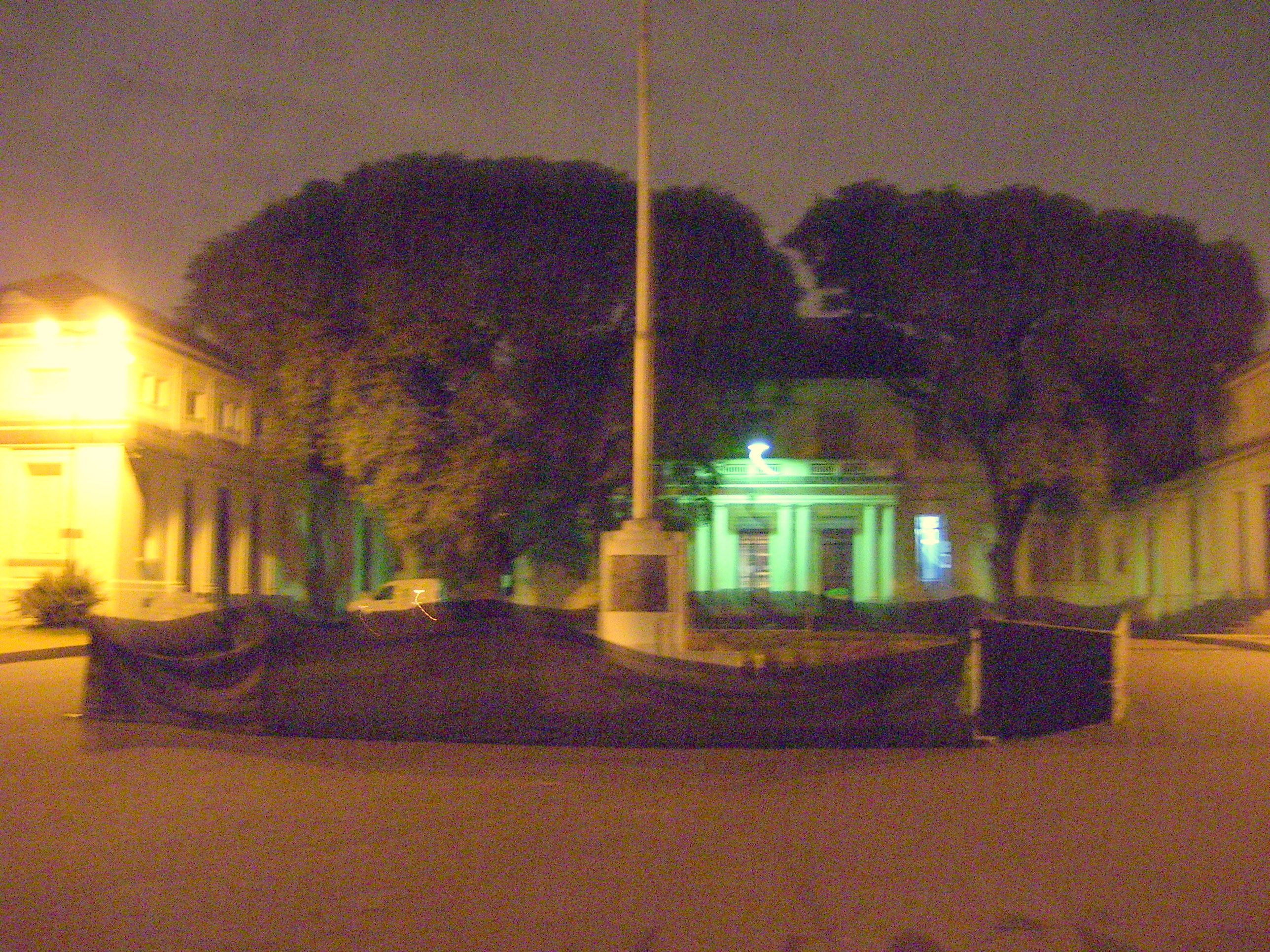
Pabellón Central (foto nocturna)
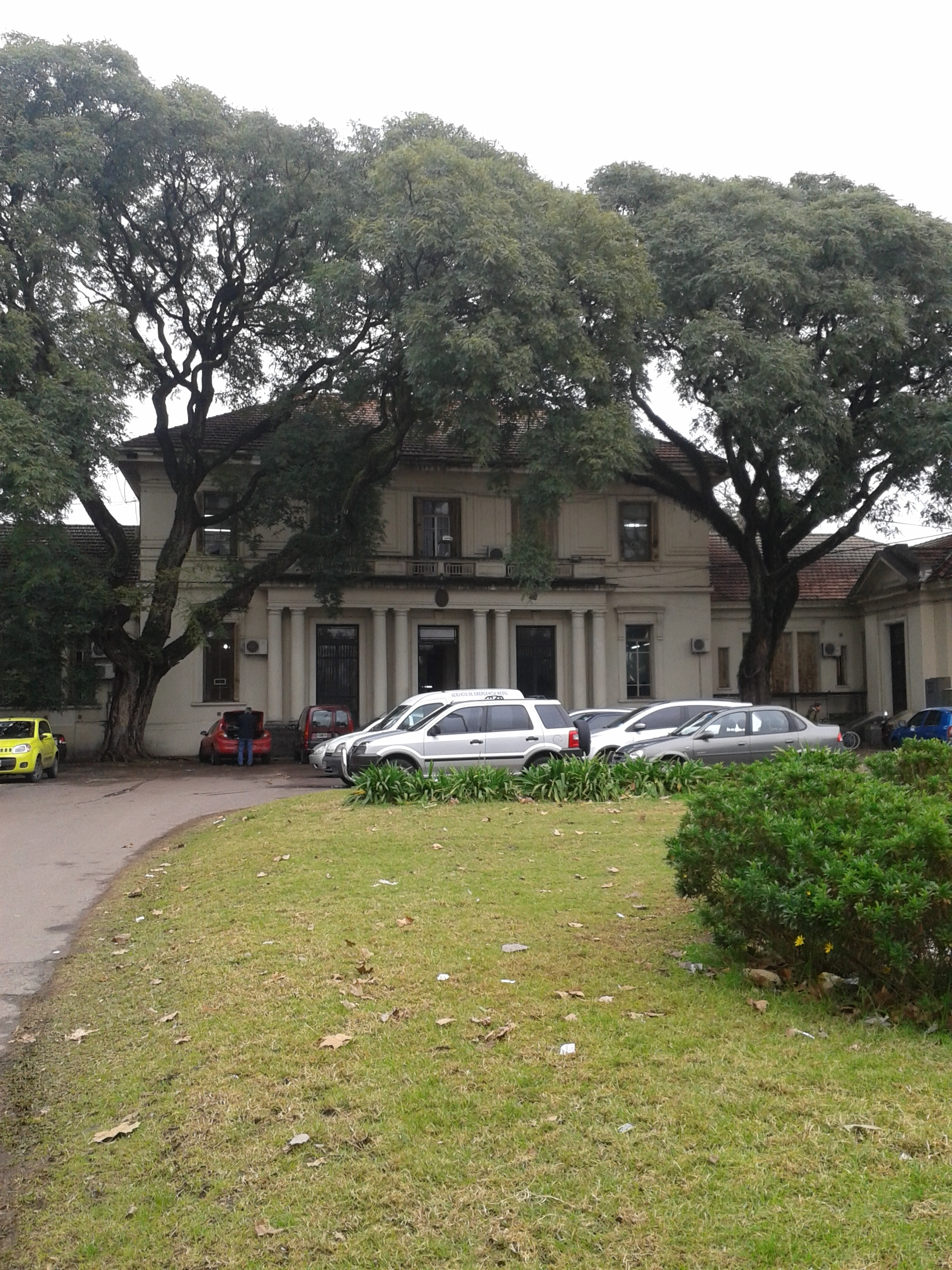
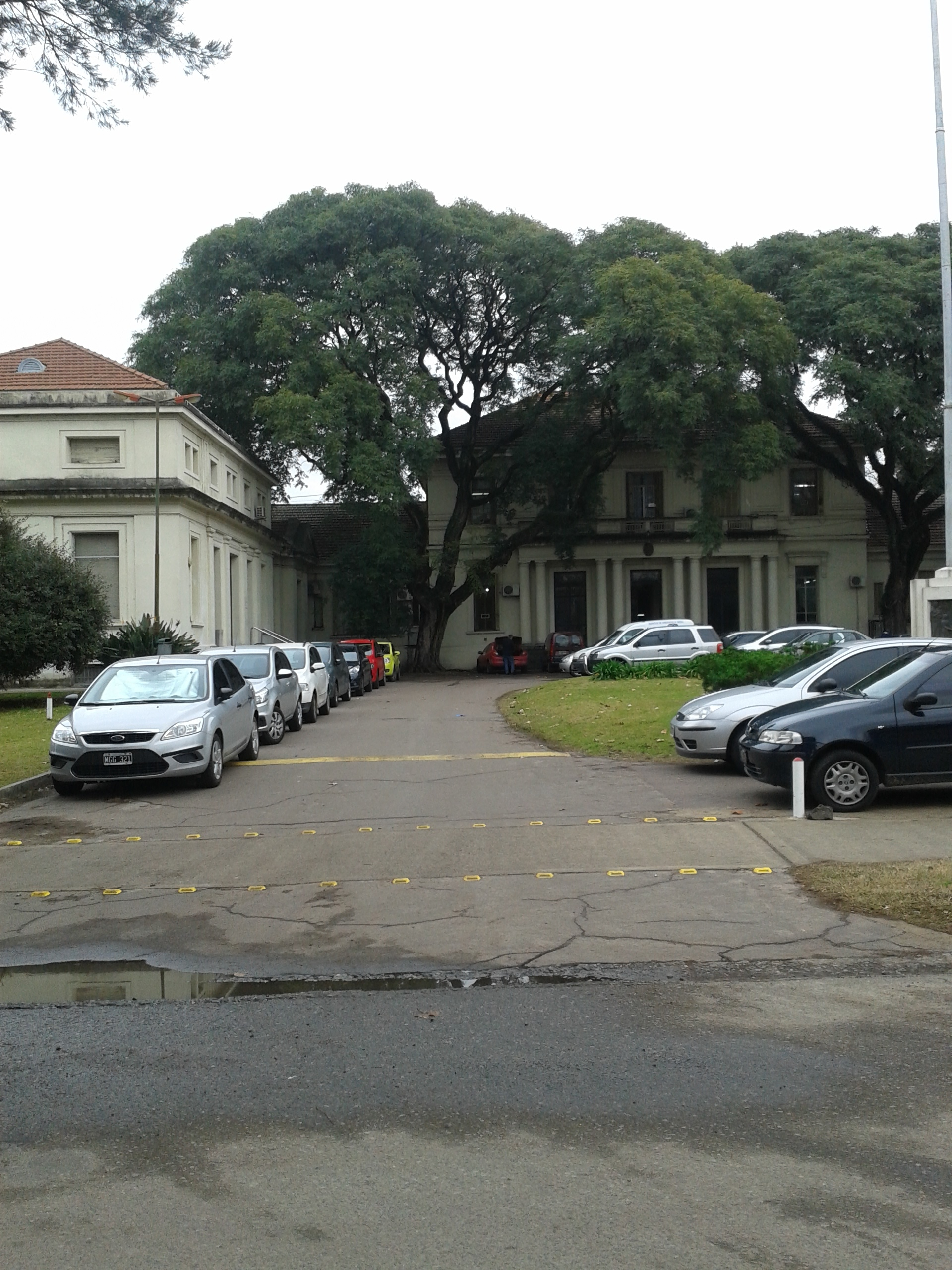